# Цандер, Хольгер
Хо́льгер Ца́ндер (нем. Holger Zander; 24 мая 1943, Санкт-Михелисдон) — немецкий гребец-байдарочник, выступал за сборные ФРГ и Объединённой Германии на всём протяжении 1960-х годов. Серебряный и бронзовый призёр летних Олимпийских игр в Токио, серебряный и бронзовый призёр чемпионатов мира, обладатель серебряной и бронзовой медалей чемпионатов Европы, победитель многих регат национального и международного значения.

## Биография
Хольгер Цандер родился 24 мая 1943 года в коммуне Санкт-Михелисдон. Активно заниматься греблей начал с раннего детства, сначала проходил подготовку в Кёльне в клубе KKM, позже переехал на постоянное жительство в Дюссельдорф и присоединился к местному спортивному клубу «Райнтройе».
Первого серьёзного успеха на взрослом международном уровне добился в 1963 году, когда попал в основной состав немецкой национальной сборной и побывал на чемпионате мира в югославском Яйце (здесь также разыгрывалось европейское первенство), откуда привёз награду бронзового достоинства, выигранную вместе с напарником Хайнцом Бюкером в зачёте двухместных байдарок на дистанции 500 метров — в финальном заезде их обошли только два экипажа из Румынии.
Благодаря череде удачных выступлений Цандер удостоился права защищать честь страны на летних Олимпийских играх 1964 года в Токио, где представлял так называемую Объединённую германскую команду, собранную из спортсменов ФРГ и ГДР. В паре с тем же Хайнцом Бюкером стартовал здесь в двойках на тысяче метрах, благополучно квалифицировался на предварительном этапе и прошёл стадию полуфиналов, а в решающем заезде пришёл к финишу третьим и завоевал тем самым бронзовую олимпийскую медаль, уступив лишь командам из Швеции и Нидерландов. Также выступал в четвёрках на тысяче метрах, в составе экипажа, куда помимо него вошли гребцы Гюнтер Перлеберг, Бернхард Шульце и Фридхельм Венцке, выиграл серебряную медаль — на финише их обошёл только советский экипаж Николая Чужикова, Анатолия Гришина, Вячеслава Ионова и Владимира Морозова.
Став двукратным олимпийским призёром, Хольгер Цандер остался в основном составе гребной команды ФРГ и продолжил принимать участие в крупнейших международных регатах. Так, в 1966 году он выступил на мировом первенстве в Восточном Берлине, где они с Бюкером получили серебряные медали в полукилометровой дисциплине байдарок-двоек — у финишной черты лучше них был только румынский экипаж Василе Никоарэ и Атанасие Счотника. Последний раз показал сколько-нибудь значимый результат на международной арене в сезоне 1967 года, когда на домашнем первенстве Европы в Дуйсбурге выиграл серебряную медаль в эстафете. Будучи одним из лидеров немецкой национальной сборной, Цандер прошёл отбор на Олимпийские игры 1968 года в Мехико, однако на сей раз попасть в число призёров не смог — в паре с Бернхардом Шульце финишировал в финале километровой дисциплины байдарок-двоек лишь девятым.
Впоследствии оставался действующим гребцом вплоть до 1972 года, регулярно выигрывал медали республиканского и регионального значения, однако в основной состав сборной уже пробиться не мог и на крупные международные турниры не ездил. Пытался пройти отбор на домашние Олимпийские игры в Мюнхене, но не смог этого сделать из-за слишком высокой конкуренции в команде и вскоре принял решение завершить карьеру профессионального спортсмена.